# Tipula (Lunatipula) leda
Tipula (Lunatipula) leda is een tweevleugelige uit de familie langpootmuggen (Tipulidae). De soort komt voor in het Palearctisch gebied.